# Nanopartículas de prata

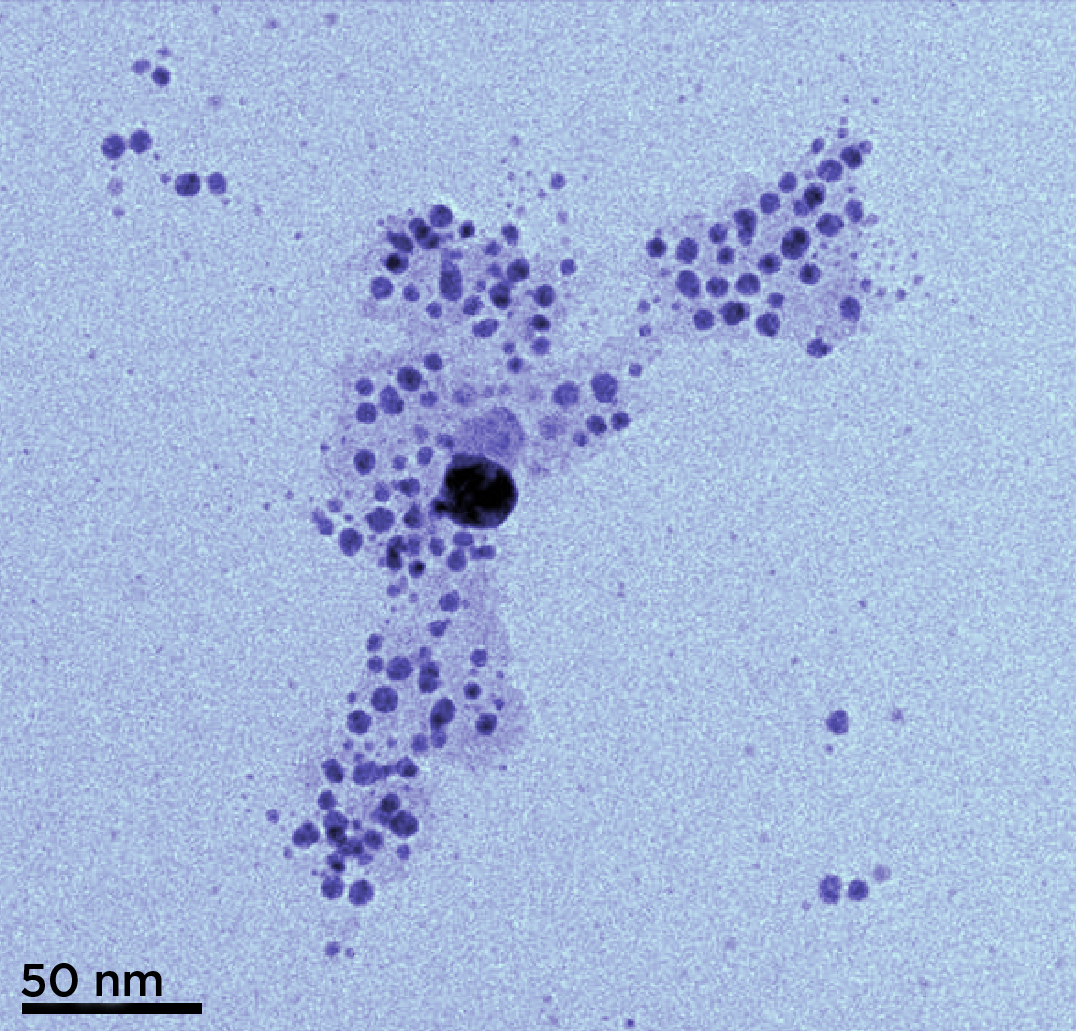
Micrografia eletrônica de nanopartículas de prata

Nanopartículas de prata medem entre 1 nm e 100 nm. Embora frequentemente descritas como sendo 'prata', algumas são, em grande porcentagem, compostas por óxido de prata devido à sua grande proporção de átomos de prata na superfície em relação ao volume total. Diversos formatos de nanopartículas podem ser construídos a depender da aplicação em questão. Nanopartículas de prata comumente utilizadas são esféricas, mas formato de diamante e folhas finas, além de octogonal, também são comuns.
Sua área de superfície extremamente grande permite a coordenação de um grande número de ligantes. As propriedades das nanopartículas de prata aplicáveis a tratamentos humanos estão sob investigação em estudos laboratoriais e animais, avaliando eficácia potencial, biossegurança e biodistribuição.

## Métodos de síntese

### Química úmida
Os métodos mais comuns para a síntese de nanopartículas se enquadram na categoria de química úmida ou na nucleação de partículas dentro de uma solução. Esta nucleação ocorre quando um complexo de íons de prata, geralmente AgNO3 ou AgClO4, é reduzido a Ag coloidal na presença de um agente redutor. Quando a concentração aumenta o suficiente, os íons de prata metálicos dissolvidos se unem para formar uma superfície estável. A superfície é energeticamente desfavorável quando o aglomerado é pequeno, porque a energia ganha ao diminuir a concentração de partículas dissolvidas não é tão alta quanto a energia perdida ao criar uma nova superfície. Quando o aglomerado atinge um certo tamanho, conhecido como raio crítico, ele se torna energeticamente favorável e, portanto, estável o suficiente para continuar a crescer. Este núcleo permanece, então, no sistema e cresce à medida que mais átomos de prata se difundem pela solução e se fixam em sua superfície. Quando a concentração de prata atômica dissolvida diminui consideravelmente, não é mais possível que átomos suficientes se liguem para formar um núcleo. Nesse limiar de nucleação, novas nanopartículas param de ser formadas e a prata dissolvida restante é absorvida por difusão nas nanopartículas em crescimento na solução.
À medida que as partículas crescem, outras moléculas na solução se difundem e fixam-se na superfície. Este processo estabiliza a energia superficial da partícula e impede que novos íons de prata atinjam a superfície. A fixação desses agentes de nivelamento/estabilização deacelera e, eventualmente, interrompe o crescimento da partícula. Os ligantes de cobertura mais comuns são citrato trissódico e polivinilpirrolidona (PVP), embora muitos outros também sejam usados em condições variáveis para sintetizar partículas com tamanhos, formas e propriedades superficiais particulares.
Existem muitos métodos diferentes de síntese úmida, incluindo o uso de açúcares redutores, a redução de citrato, a redução via boro-hidreto de sódio, a reação do espelho de prata, o processo de poliol, o crescimento mediado por sementes e o crescimento mediado pela luz. Cada um desses métodos, ou uma combinação de métodos, oferecerá diferentes graus de controle sobre a distribuição de tamanho e de arranjos geométricos da nanopartícula.
Uma nova técnica de química úmida muito promissora foi descoberta por Elsupikhe et al. (2015). Foi desenvolvida uma síntese assistida por ultrassom verde. Sob tratamento de ultrassom, nanopartículas de prata (AgNP) são sintetizadas com κ-carragenina como um estabilizador natural. A reação é realizada à temperatura ambiente e produz nanopartículas de prata com estrutura cristalina fcc sem impurezas. A concentração de κ-carragenina é usada para influenciar a distribuição do tamanho de partícula dos AgNPs.

#### Redução de monossacarídeos
Existem muitas maneiras pelas quais as nanopartículas de prata podem ser sintetizadas; uma delas é por meio de monossacarídeos. Isso inclui glicose, frutose, maltose, maltodextrina etc., mas não sacarose. Também é um método simples para reduzir os íons de prata de volta a nanopartículas de prata, pois geralmente envolve um processo de apenas uma etapa. Existem métodos que indicam que esses açúcares redutores são essenciais para a formação de nanopartículas de prata. Muitos estudos demontraram que esse método de síntese verde, especificamente usando o extrato de Cacumen platycladi, possibilitou a redução da prata. Além disso, o tamanho da nanopartícula pode ser controlado dependendo da concentração do extrato. Os estudos indicam que as concentrações mais elevadas relacionam-se com um aumento do número de nanopartículas. Nanopartículas menores foram formadas em altos níveis de pH devido à concentração dos monossacarídeos.
Outro método de síntese de nanopartículas de prata inclui o uso de açúcares redutores com amido alcalino e nitrato de prata. Os açúcares redutores têm grupos aldeído e cetona livres, que permitem sua oxidação em gluconato. O monossacarídeo deve ter um grupo cetona livre porque, para atuar como um agente redutor, ele primeiro sofre tautomerização. Além disso, se os aldeídos estiverem ligados, eles ficam presos na forma cíclica e não podem atuar como agente redutor. Por exemplo, a glicose tem um grupo funcional aldeído que é capaz de reduzir os cátions de prata a átomos de prata e é, então, oxidada a ácido glucônico. Para os açúcares serem oxidados, a reação ocorre em soluções aquosas. O agente de cobertura também não está presente quando aquecido.

#### Redução de citrato
Um método antigo e muito comum para sintetizar nanopartículas de prata é a redução com citrato. Esse método foi registrado pela primeira vez por M. C. Lea, que produziu com sucesso um coloide de prata estabilizado com citrato em 1889. Tal método envolve a redução de uma partícula de fonte de prata, geralmente AgNO3 ou AgClO4, para prata coloidal usando citrato trissódico, Na3C6H5O7. A síntese geralmente é realizada a uma temperatura elevada (~100 °C) para maximizar a monodispersidade (uniformidade no tamanho e na forma) da partícula. Nesse método, o íon citrato tradicionalmente atua como agente redutor e como ligante de capeamento, o que o torna um processo útil para a produção de AgNP devido à sua relativa facilidade e curto tempo de reação. Contudo, as partículas de prata formadas podem exibir distribuições de tamanho amplo e formar várias geometrias de partícula diferentes simultaneamente. A adição de agentes redutores mais fortes à reação é frequentemente adotada para sintetizar partículas com maior homogeneidade de tamanho e forma.

#### Redução via boro-hidreto de sódio
A síntese de nanopartículas de prata pela redução do boro-hidreto de sódio (NaBH4) ocorre pela seguinte reação: 
2 Ag+ + 2 BH4- + 6 H2O → 2 Ag0 + 2 B(OH)3 + 7 H2
Os átomos de metal reduzidos formam núcleos de nanopartículas. No geral, esse processo é semelhante ao método de redução supracitado a base de citrato. O benefício do uso de boro-hidreto de sódio é o aumento da monodispersidade da população final de partículas. A razão para o aumento da monodispersidade ao usar NaBH4 é que ele é um agente redutor mais forte que o citrato. O impacto da força do agente redutor pode ser visto inspecionando um diagrama LaMer que descreve a nucleação e o crescimento de nanopartículas.
Quando o nitrato de prata (AgNO3) é reduzido por um agente redutor fraco como o citrato, a taxa de redução é menor, o que significa que novos núcleos estão se formando e núcleos antigos estão crescendo simultaneamente. Essa é a razão pela qual a reação do citrato tem baixa monodispersidade. Como o NaBH4 é um agente redutor muito mais forte, a concentração de nitrato de prata é reduzida rapidamente, o que encurta o tempo durante o qual novos núcleos se formam e crescem simultaneamente, resultando em uma população monodispersa de nanopartículas de prata.
As partículas formadas por redução devem ter suas superfícies estabilizadas para evitar a aglomeração de partículas indesejáveis (quando várias partículas se unem), crescimento ou engrossamento. A força motriz para esses fenômenos é a minimização da energia superficial (as nanopartículas têm uma grande proporção entre superfície e volume). Essa tendência de reduzir a energia superficial no sistema pode ser contrariada pela adição de espécies que irão adsorver à superfície das nanopartículas e reduzir a atividade da superfície da partícula, evitando, assim, a aglomeração de partícula de acordo com a teoria DLVO e evitando o crescimento por ocupar locais de fixação para átomos metálicos. As espécies químicas que se adsorvem à superfície das nanopartículas são chamadas de ligantes. Algumas dessas espécies de estabilização de superfície são: NaBH4 em grandes quantidades, polivinilpirrolidona (PVP), dodecil sulfato de sódio (SDS), e dodecanotiol.
Uma vez formadas em solução, as partículas devem ser separadas e coletadas. Existem vários métodos comuns para remover nanopartículas da solução, incluindo a evaporação da fase do solvente e a adição de produtos químicos à solução, que diminuem a solubilidade das nanopartículas na solução. Ambos os métodos forçam a precipitação das nanopartículas.

#### Processo poliol
O processo poliol é um método particularmente útil porque produz um alto grau de controle sobre o tamanho e a geometria das nanopartículas resultantes. Em geral, a síntese por poliol começa com o aquecimento de um composto poliol, como etilenoglicol, 1,5-pentanodiol ou 1,2-propilenoglicol. Uma espécie Ag+ e um agente de cobertura são adicionados (embora o próprio poliol também atue frequentemente como agente de cobertura). O íon Ag+ é, então, reduzido pelo poliol a nanopartículas coloidais. O processo poliol é altamente sensível às condições reacionais, como temperatura, ambiente químico e concentração de substratos. Logo, ao alterar essas variáveis, vários tamanhos e geometrias podem ser selecionados, como esferoides, pirâmides, esferas e fios. Um estudo mais aprofundado examinou detalhadamente o mecanismo para este processo e geometrias obtidas em várias condições de reação.

#### Crescimento mediado por sementes
O crescimento mediado por sementes é um método sintético no qual núcleos pequenos e estáveis são cultivados em um ambiente químico separado até obterem o tamanho e a forma desejados. Métodos mediados por sementes consistem em dois estágios diferentes: nucleação e crescimento. A variação de certos fatores na síntese (por exemplo: ligante, tempo de nucleação, agente redutor etc.) pode controlar o tamanho final e a forma das nanopartículas, tornando tal método uma abordagem sintética bastante utilizada para controlar a morfologia das nanopartículas.
O estágio de nucleação do crescimento mediado por sementes consiste na redução de íons metálicos em um precursor de átomos metálicos. Para controlar a distribuição do tamanho das sementes, o período de nucleação deve ser abreviado para monodispersidade. O modelo LaMer ilustra esse conceito. As sementes normalmente consistem em pequenas nanopartículas estabilizadas por um ligante — uma molécula pequena, geralmente orgânica, que se liga à superfície das partículas, impedindo que as sementes cresçam —. Os ligantes são necessários por aumentarem a barreira energética da coagulação, evitando, pois, a aglomeração. O equilíbrio entre as forças atrativas e repulsivas em soluções coloidais pode ser modelado pela teoria DLVO. A afinidade de ligação ao ligante e a seletividade podem ser usadas para controlar a forma e o crescimento. Para a síntese de sementes, um ligante com afinidade de ligação média ou baixa deve ser escolhido de modo a permitir a troca durante a fase de crescimento.
O crescimento de nanosementes envolve colocar as sementes em uma solução de crescimento. Ela requer uma concentração baixa de um precursor de metal, ligantes que serão facilmente trocados com ligantes de sementes preexistentes e uma concentração fraca ou muito baixa de agente de redução. O agente redutor não deve ser forte o suficiente para reduzir o precursor de metal na solução de crescimento na ausência de sementes. Caso contrário, a solução de crescimento formará novos locais de nucleação em vez de crescer em locais preexistentes (sementes). O crescimento é o resultado da competição entre a energia superficial (que aumenta desproporcionalmente ao crescimento) e a energia total (que diminui proporcionalmente ao crescimento). O equilíbrio entre as energias do crescimento e da dissolução é a razão do crescimento uniforme apenas nas sementes preexistentes (e em nenhuma nova nucleação). O crescimento ocorre pela adição de átomos de metal da solução de crescimento às sementes e pela troca de ligante entre os ligantes de crescimento (que têm uma afinidade de ligação mais alta) e os ligantes de semente.
A direção e o alcance do crescimento podem ser controlados por nanossementes, pela concentração de precursor de metal, pelo ligante e pelas condições reacionais (pressão, calor etc.) A dimensão final da partícula é regulada pelo controle das condições estequiométricas da solução de crescimento. Por exemplo, uma baixa concentração de sementes de metal em precursor de metal na solução de crescimento produzirá partículas maiores. Foi demonstrado que o agente de cobertura controla a direção do crescimento e, portanto, a forma. Os ligantes podem ter afinidades variadas pela ligação com uma partícula. A ligação diferencial dentro de uma partícula pode resultar em um crescimento diferente através dela. Isso produz partículas anisotrópicas com formas não esféricas, incluindo prismas, cubos e hastes.

#### Crescimento mediado pela luz
Também foram exploradas sínteses mediadas por luz, nas quais ela pode promover a formação de diversas morfologias de nanopartículas de prata.

#### Reação do espelho de prata
A reação do espelho de prata envolve a conversão de nitrato de prata em Ag(NH3)OH. Ag(NH3)OH é subsequentemente reduzido a prata coloidal usando uma molécula contendo aldeído, como um açúcar. A reação do espelho de prata é a seguinte:
2 [Ag(NH3)2]+ + R–CHO + 2 OH− → R–COOH + 2 Ag + 4 NH3
O tamanho e a forma das nanopartículas produzidas são de difícil controle e frequentemente apresentam ampla distribuição. Todavia, esse método é frequentemente utilizado para aplicar revestimentos finos de partículas de prata em superfícies, e estudos adicionais para a produção de nanopartículas de tamanhos mais uniformes estão sendo feitos.

### Implantação iônica
A implantação de íons tem sido utilizada para criar nanopartículas de prata incorporadas em poliuretano, vidro, polietileno, silicone e poli(metacrilato de metila). As partículas são incorporadas no substrato por meio de bombardeio em tensões altamente aceleradas. Em uma certa densidade de corrente constante do feixe de íons até um certo valor, decobriu-se que o tamanho das nanopartículas de prata incorporadas é monodisperso dentro da população, após o qual apenas um aumento na concentração de íons é observado. Concluiu-se, também, que um aumento adicional na dose do feixe de íons reduz o tamanho das nanopartículas e a densidade no substrato alvo, enquanto um feixe de íons operando em uma tensão altamente acelerada com uma densidade de corrente gradualmente crescente resultou em um aumento gradual do tamanho das nanopartículas. Há alguns mecanismos concorrentes que podem proporcionar a redução da dimensão das nanopartículas; destruição de NPs após a colisão, pulverização da superfície da amostra, fusão de partículas após aquecimento e dissociação.
A formação de nanopartículas incorporadas é complexa e nem todos os parâmetros e fatores de controle já foram investigados. A simulação por computador ainda é difícil, pois envolve processos de difusão e agrupamento. Entretanto, pode ser dividida em alguns subprocessos diferentes, como implantação, difusão e crescimento. Após a implantação, os íons de prata atingem diferentes profundidades dentro do substrato que se aproxima de uma distribuição Gaussiana com a média centrada na profundidade X. Condições de alta temperatura durante os estágios iniciais de implantação aumentam a difusão de impurezas no substrato e, como resultado, limitam a saturação de íons de impacto, que é necessária para a nucleação das nanopartículas. Tanto o controle da temperatura do implante quanto o da densidade da corrente do feixe de íons são cruciais para obter um tamanho de nanopartícula monodisperso e uma distribuição de profundidade. Uma baixa densidade de corrente pode ser usada para contrariar a agitação térmica do feixe de íons e um acúmulo de carga superficial. Após a implantação na superfície, as correntes do feixe podem ser ampliadas à proporção que a condutividade da superfície aumenta. A taxa de difusão das impurezas cai rapidamente após a formação das nanopartículas, que atuam como uma armadilha de íons móveis. Isso sugere que o início do processo de implantação é fundamental para o controle do espaçamento e da profundidade das nanopartículas resultantes, bem como o controle da temperatura do substrato e da densidade do feixe de íons. A presença e a natureza dessas partículas podem ser analisadas utilizando-se vários instrumentos de espectroscopia e microscopia. As nanopartículas sintetizadas no substrato exibem ressonância plasmônica de superfície conforme evidenciado por bandas de absorção características; esses parâmetros sofrem mudanças espectrais a depender do tamanho das nanopartículas e das irregularidades da superfície, mas as propriedades ópticas também dependem profundamente do material do substrato do compósito.

### Síntese biológica
A síntese biológica de nanopartículas forneceu um meio para melhorar as técnicas em comparação com os métodos tradicionais, que exigem o uso de agentes redutores prejudiciais como o boro-hidreto de sódio. Muitos desses métodos podem melhorar sua pegada ambiental, substituindo-se esses agentes redutores relativamente fortes. Os métodos biológicos comumente usados são à base de extratos de plantas ou frutas, fungos e até mesmo partes de animais, como extrato de asa de inseto. Os problemas com a produção química de nanopartículas de prata geralmente têm alto custo e a longevidade das partículas é curta devido à agregação. A aspereza dos métodos químicos padrões estimulou o uso de organismos biológicos para reduzir os íons de prata em solução a nanopartículas coloidais.
Ademais, o controle preciso sobre a forma e o tamanho é vital durante a síntese de nanopartículas, haja vista que as propriedades terapêuticas das NPs são intimamente dependentes de tais fatores. Portanto, o foco principal da pesquisa em síntese biogênica é o desenvolvimento de métodos que reproduzam NPs com propriedades precisas de forma consistente.

#### Fungos e bactérias
As sínteses bacteriana e fúngica de nanopartículas são práticas porque bactérias e fungos são facilmente manuseados e podem ser modificados geneticamente com eficácia. Isso fornece um meio de desenvolver biomoléculas que podem sintetizar AgNPs de formas e tamanhos variados em alto rendimento, o que está na vanguarda dos desafios atuais na síntese de nanopartículas. Cepas de fungos como Verticillium e cepas de bactérias como Klebsiella pneumoniae podem ser usadas na síntese de nanopartículas de prata. Quando o fungo/bactéria é adicionado à solução, a biomassa proteica é liberada nela. Resíduos doadores de elétrons, como triptofano e tirosina, reduzem os íons de prata em solução provenientes do nitrato de prata. Esses métodos foram encontrados para criar efetivamente nanopartículas monodispersas estáveis sem o uso de agentes redutores prejudiciais.
Foi encontrado um método para reduzir os íons de prata pela introdução do fungo Fusarium oxysporum. As nanopartículas formadas a partir de tal método têm uma faixa de tamanho entre 5 e 15 nm e consistem em hidrossol de prata. Acredita-se que a redução das nanopartículas de prata consista em um processo enzimático e que as nanopartículas de prata produzidas são altamente estáveis devido às interações com proteínas que são excretadas pelos fungos.
A bactéria encontrada em minas de prata, Pseudomonas stutzeri AG259, foi capaz de construir partículas de prata na forma de triângulos e hexágonos. O tamanho dessas nanopartículas era muito variado e algumas delas alcançaram tamanhos maiores do que a nanoescala usual, maiores que 200 nm. As nanopartículas de prata foram encontradas na matriz orgânica da bactéria.
Bactérias produtoras de ácido láctico têm sido usadas para produzir nanopartículas de prata. As bactérias Lactobacillus spp., Pediococcus pentosaceus, Enteroccus faeciumI e Lactococcus garvieae foram capazes de reduzir os íons de prata em nanopartículas de prata. A produção das nanopartículas ocorre na célula a partir das interações entre os íons de prata e os compostos orgânicos da célula. Verificou-se que a bactéria Lactobacillus fermentum criou as menores nanopartículas de prata, com um tamanho médio de 11,2 nm. Também foi descoberto que esta bactéria produziu as nanopartículas com a menor distribuição de tamanho, tendo sido encontradas principalmente do lado externo das células. Verificou-se também que houve aumento no pH, aumento na taxa de produção das nanopartículas e na quantidade de partículas produzidas.

#### Plantas
A redução de íons de prata em nanopartículas de prata também foi realizada por meio de folhas de gerânio. Verificou-se que a adição de extrato de folha de gerânio a soluções de nitrato de prata faz com que seus íons de prata sejam rapidamente reduzidos e que as nanopartículas produzidas são particularmente estáveis. As nanopartículas de prata produzidas em solução tinham uma faixa de tamanho entre 16 e 40 nm.
Em outro estudo, diferentes extratos de folhas de plantas foram usados para reduzir os íons de prata. Foi descoberto que, entre Camellia sinensis (chá verde), pinheiro, caqui, ginko, magnólia e platano, o extrato de folha de magnólia foi o melhor na criação de nanopartículas de prata. Esse método criou partículas com uma faixa de tamanho disperso de 15 a 500 nm, mas também foi descoberto que o tamanho da partícula pode ser controlado variando-se a temperatura reacional. A velocidade com que os íons foram reduzidos pelo extrato da folha de magnólia foi comparável à do uso de produtos químicos em reduções.
O uso de plantas, micróbios e fungos na produção de nanopartículas de prata está direcionando a uma produção de nanopartículas de prata mais ecologicamente correta.
Outro método verde possível para sintetizar nanopartículas de prata utiliza extrato de folha de Amaranthus gangeticus Linn.

### Produtos e funcionalidade
Protocolos sintéticos para produção de nanopartículas de prata podem ser modificados para produzir nanopartículas com geometrias não esféricas e para funcionalizar nanopartículas com diferentes materiais, como a sílica. A criação de nanopartículas de prata com diferentes formas e revestimentos superficiais permite maior controle sobre suas propriedades de tamanho específico.

#### Estruturas anisotrópicas
Nanopartículas de prata podem ser sintetizadas em uma variedade de formas não esféricas (anisotrópicas). Visto que a prata, como outros metais nobres, exibe um efeito óptico dependente da tamanho e da forma conhecido como ressonância de plásmon de superfície localizada (LSPR) em nanoescala, a capacidade de sintetizar nanopartículas de Ag de diferentes formatos aumenta amplamente a capacidade de ajustar seu comportamento óptico. Por exemplo, o comprimento de onda no qual o LSPR ocorre para uma nanopartícula com uma morfologia (a título de exemplo, uma esfera) será diferente se essa esfera for alterada para uma forma distinta. Essa dependência em relação à forma permite que uma nanopartícula de prata experimente aprimoramento óptico em uma variedade de comprimentos de onda diferentes, mesmo mantendo seu tamanho relativamente constante, mudando apenas sua forma. Esse aspecto pode ser explorado na síntese para promover a mudança na forma das nanopartículas por meio da interação com a luz. As aplicações dessa expansão do comportamento óptico dependente da forma vão desde o desenvolvimento de biossensores mais sensíveis até o aumento da longevidade dos têxteis.

##### Nanoprismas triangulares
Nanopartículas de formato triangular são um tipo canônico de morfologia anisotrópica estudado para ouro e prata.
Embora existam muitas técnicas diferentes para a síntese de nanoprismas de prata, vários métodos empregam uma abordagem mediada por sementes, que envolve inicialmente a síntese de pequenas (3–5 nm de diâmetro) nanopartículas de prata que oferecem um modelo para o crescimento direcionado por forma em nanoestruturas triangulares.
As sementes de prata são sintetizadas misturando-se nitrato de prata e citrato de sódio em solução aquosa e, em seguida, adicionando-se rapidamente boro-hidreto de sódio. O nitrato de prata adicional é incorporado à solução de sementes em baixa temperatura e os prismas são cultivados reduzindo-se lentamente o excesso de nitrato de prata por meio de ácido ascórbico.
Com a abordagem mediada por sementes para a síntese de nanoprismas de prata, a seletividade de uma forma sobre a outra pode, em parte, ser controlada pelo ligante de cobertura. Utilizando-se essencialmente o mesmo procedimento acima, mas alterando o citrato para polivinilpirrolidona (PVP), produz-se nanoestruturas cúbicas e em forma de bastão em vez de nanoprismas triangulares.
Além da técnica mediada por sementes, os nanoprismas de prata também podem ser sintetizados utilizando-se uma abordagem fotomediada, na qual nanopartículas esféricas de prata preexistentes são transformadas em nanoprismas triangulares simplesmente expondo a mistura reacional a altas intensidades luminosas.

##### Nanocubos
Nanocubos de prata podem ser sintetizados usando-se etilenoglicol como agente redutor e PVP como agente de cobertura em uma reação de síntese poliol (supracitada). Uma síntese comum utilizando-se esses reagentes envolve a adição de nitrato de prata fresco e PVP a uma solução de etilenoglicol aquecida a 140 °C.
Esse procedimento pode, também, ser modificado para produzir outra nanoestrutura de prata anisotrópica, os nanofios, apenas deixando-se a solução de nitrato de prata descansando antes de usá-la na síntese. Ao promover o descanso da solução de nitrato de prata, a nanoestrutura inicial formada durante a síntese é ligeiramente distinta da obtida com nitrato de prata fresco, o que influencia o processo de crescimento e, portanto, a morfologia do produto final.

#### Revestimento com sílica

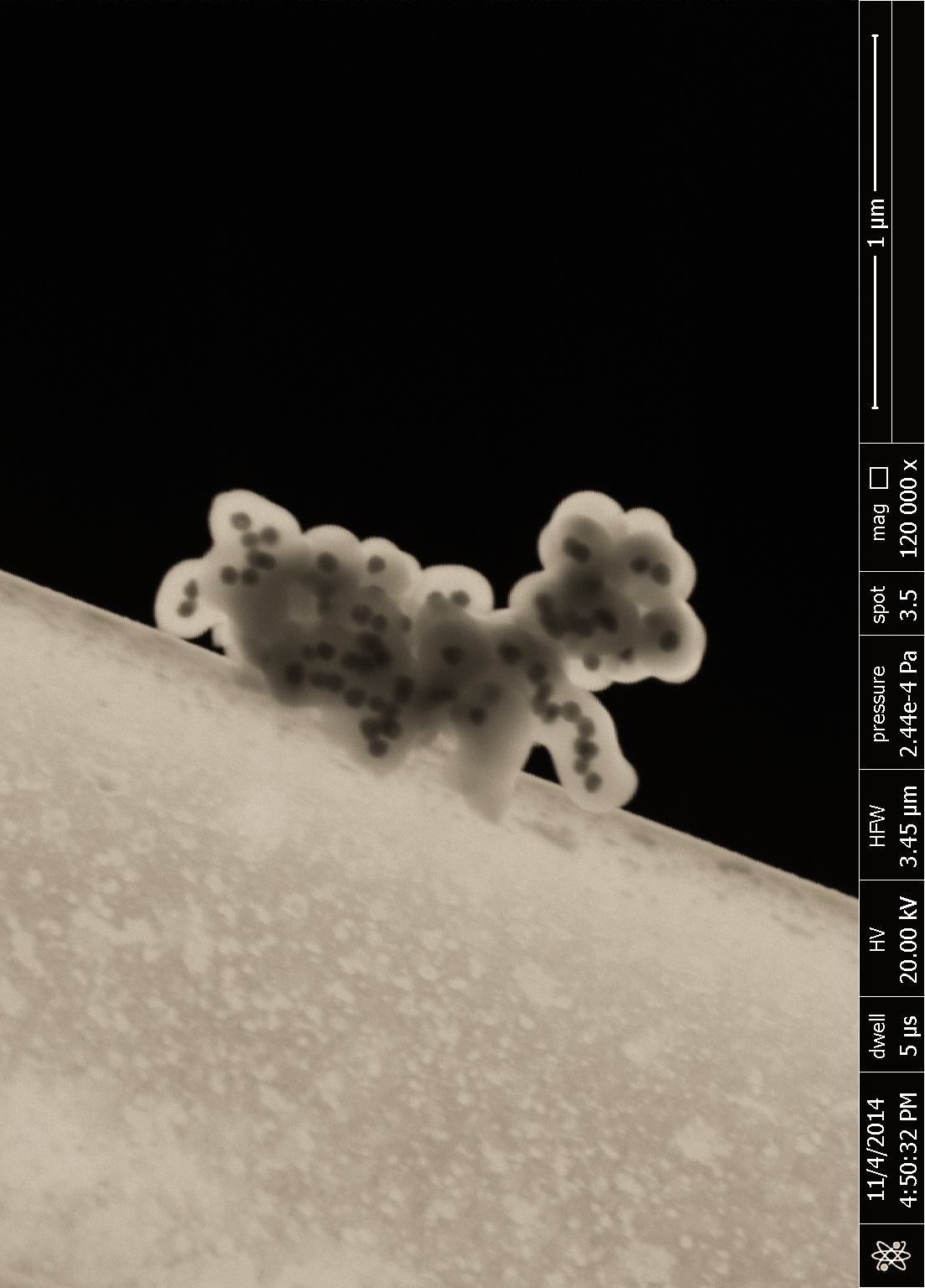
Micrografia eletrônica de nanopartículas de núcleo-casca, que compreendem núcleos de prata escuros e camadas de sílica claras

Nesse método, a polivinilpirrolidona (PVP) é dissolvida em água via sonicação e misturada com partículas de coloide de prata. A agitação ativa garante que o PVP seja adsorvido à superfície das nanopartículas. A centrifugação separa as nanopartículas revestidas com PVP, que são, então, transferidas para uma solução de etanol para serem posteriormente centrifugadas e colocadas em uma solução de amônia, etanol e Si(OEt4) (TES). A agitação por doze horas resulta na formação camada de sílica constituída por uma camada circundante de óxido de silício com uma ligação de éter disponível para adicionar funcionalidade. A variação da quantidade de TES leva a diferentes espessuras das conchas formadas. Tal técnica é muito utilizada devido à capacidade de conferir uma variedade de funcionalidades à superfície de sílica exposta.

## Metrologia
Vários materiais de referência estão disponíveis para nanopartículas de prata. NIST RM 8017 contém nanopartículas de prata de 75 nm incorporadas em um bolo do polímero polivinilpirrolidona para estabilizá-las contra a oxidação, a fim de garantir uma longa vida útil. Eles têm valores de referência para o tamanho médio de uma partícula usando espalhamento dinâmico de luz, espalhamento de raios-X a baixo ângulo, microscopia de força atômica e microscopia eletrônica de transmissão; e valores de referência de distribuição de tamanho para os dois últimos métodos. O material de referência certificado de BAM-N001 contém nanopartículas de prata com uma distribuição de tamanho específica e com um tamanho médio ponderado de 12,6 nm medido por espalhamento de raios-X de baixo ângulo e microscopia eletrônica de transmissão.

## Uso

### Catálise
O uso de nanopartículas de prata para catálise vem ganhando atenção nos últimos anos. Embora as aplicações mais comuns sejam para fins medicinais ou antibacterianos, foi demonstrado que as nanopartículas de prata apresentam propriedades oxirredutoras catalíticas para corantes, benzeno, monóxido de carbono e provavelmente outros compostos.
NOTA: Este parágrafo é uma descrição geral das propriedades das nanopartículas para catálise; não é exclusivo das nanopartículas de prata. O tamanho de uma nanopartícula é altamente determinante das propriedades que ela exibe devido a vários efeitos quânticos. Além disso, o ambiente químico da nanopartícula desempenha um grande papel nas propriedades catalíticas. Diante disso, cabe salientar que a catálise heterogênea ocorre por adsorção da espécie reagente ao substrato catalítico. Quando polímeros, ligantes complexos ou surfactantes são usados para prevenir a coalescência das nanopartículas, a capacidade catalítica é frequentemente prejudicada devido à redução da capacidade de adsorção. No entanto, esses compostos também podem ser usados de forma que o ambiente químico aumente a capacidade catalítica.

#### Nanopartículas suportadas em esferas de sílica - redução de corantes
Nanopartículas de prata foram sintetizadas em um suporte de esferas inertes de sílica. O suporte praticamente não desempenha nenhum papel na capacidade catalítica e atua prevenindo a coalescência das nanopartículas de prata em dispersão coloidal. Dessa maneira, as nanopartículas de prata se estabilizam, tendo sido demonstrada a capacidade delas de atuarem na retransmissão de elétrons para a redução de corantes pelo boro-hidreto de sódio. Sem o catalisador de nanopartículas de prata, praticamente nenhuma reação ocorre entre o boro-hidreto de sódio e os vários corantes: azul de metileno, eosina e rosa bengala.

#### Aerogel mesoporoso - oxidação seletiva de benzeno
Nanopartículas de prata suportadas em aerogel são vantajosas devido ao maior número de sítios ativos. Uma maior seletividade para oxidação de benzeno a fenol foi observada em baixo percentual de prata na matriz de aerogel (1% Ag). Acredita-se que esta melhor seletividade resulte da maior monodispersão dentro da matriz de aerogel da amostra de Ag 1%. Cada solução percentual em peso formou partículas de tamanhos diferentes com um diferente intervalo de dimensão.

#### Liga de prata - oxidação sinérgica de monóxido de carbono
As nanopartículas de ligas Au-Ag apresentam um efeito sinérgico na oxidação do monóxido de carbono (CO). Por si só, cada nanopartícula de metal puro mostra uma atividade catalítica muito pobre para a oxidação do CO; juntas, as propriedades catalíticas são potencialmente aumentadas. Propõe-se que o ouro atue como um forte agente de ligação para o átomo de oxigênio, enquanto a prata, como um forte catalisador oxidante, embora o mecanismo exato ainda não seja completamente conhecido. Quando sintetizadas em uma razão Au/Ag entre 3:1 e 10:1, as nanopartículas ligadas mostram conversão completa durante o fluxo de CO 1% no ar à temperatura ambiente. O tamanho das partículas da liga não desempenha um grande papel na capacidade catalítica. Sabe-se que as nanopartículas de ouro só mostram propriedades catalíticas para CO quando têm tamanho de ~3 nm, mas partículas de ligas de até 30 nm apresentam excelente atividade catalítica — atividade catalítica melhor do que a de nanopartículas de ouro em suporte ativo, como TiO2, Fe2O3 etc. —.

#### Mediação por luz
Efeitos plasmônicos foram extensivamente estudados. Até recentemente, não havia estudos sobre o aumento catalítico oxidativo de uma nanoestrutura por meio da excitação de sua ressonância plasmônica de superfície. A característica decisiva para aumentar a capacidade catalítica oxidativa foi identificada como a capacidade de converter um feixe de luz em uma forma de elétrons energéticos que podem ser transferidos para moléculas adsorvidas. Tal recurso implica que as reações fotoquímicas podem ser conduzidas por luz contínua de baixa intensidade, a qual pode ser acoplada a energia térmica.
O acoplamento de luz contínua de baixa intensidade e energia térmica foi realizado com nanocubos de prata. A característica das nanoestruturas de prata que permitem a fotocatálise é a sua natureza de criar plásmons de superfície ressonantes a partir da luz visível.
A adição de realce de luz permitiu que as partículas funcionassem no mesmo grau que as partículas que foram aquecidas até 40 K a mais. Essa é uma importante conclusão quando observa-se que uma redução na temperatura de 25 K pode aumentar a vida útil do catalisador em quase dez vezes comparando-se comparar o processo fototérmico com o térmico.

### Pesquisa biológica
Pesquisadores exploraram o uso de nanopartículas de prata como transportadores para a condução de várias cargas úteis, como pequenas moléculas de medicamentos ou grandes biomoléculas para alvos específicos. Assim que a AgNP tiver tempo suficiente para atingir seu alvo, a liberação da carga útil pode ser potencialmente acionada por um estímulo externo ou interno. O direcionamento e o acúmulo de nanopartículas podem fornecer altas concentrações de carga útil em locais de destino específicos e podem minimizar os efeitos colaterais.

#### Quimioterapia
Espera-se que a introdução da nanotecnologia na medicina inove o diagnóstico de câncer por imagem e os padrões para o desenvolvimento de medicamentos terapêuticos. A nanotecnologia pode revelar uma visão sobre a estrutura, a função e o nível organizacional do biossistema em nanoescala.
Nanopartículas de prata podem passar por técnicas de revestimento que oferecem uma superfície funcionalizada uniforme à qual os substratos podem ser adicionados. Quando a nanopartícula é revestida, por exemplo, em sílica, a superfície consiste em ácido silícico. Os substratos podem, assim, ser adicionados por meio de ligações estáveis entre éter e éster que não são imediatamente degradadas por enzimas metabólicas naturais. As aplicações quimioterapêuticas recentes desenvolveram medicamentos anticâncer com um ligante foto clivável, como uma ponte orto-nitrobenzil, fixando-a ao substrato na superfície das nanopartículas. O complexo de nanopartículas de baixa toxicidade pode permanecer viável sob ataque metabólico pelo tempo necessário para ser distribuído pelos sistemas orgânicos. Se um tumor cancerígeno está sendo direcionado para tratamento, a luz ultravioleta pode ser introduzida sobre a região do tumor. A energia eletromagnética da luz faz com que o ligante foto-reativo se rompa entre a droga e o substrato de nanopartículas. O medicamento é, então, clivado e liberado em uma forma ativa inalterada para atuar nas células tumorais cancerígenas. As vantagens previstas para esse método são que o fármaco é transportado sem compostos altamente tóxicos, é liberado sem radiação prejudicial e sem depender da ocorrência de uma reação química específica e pode ser liberado seletivamente em um tecido alvo.
Uma segunda abordagem é anexar um medicamento quimioterápico diretamente à superfície funcionalizada da nanopartícula de prata combinada com uma espécie nucelofílica para sofrer uma reação de deslocamento. Por exemplo, uma vez que o complexo de nanopartículas medicamentosas entra ou está na vizinhança do tecido ou das células alvo, um monoéster de glutationa pode ser administrado no local. O oxigênio do éster nucleofílico se liga à superfície funcional da nanopartícula por meio de uma nova ligação do éster enquanto a droga é liberada ao seu redor. O medicamento, então ativo, pode exercer sua função biológica nas células imediatas ao seu entorno, limitando interações indesejáveis com outros tecidos.

#### Resistência a múltiplos medicamentos
Uma das principais causas da ineficácia dos tratamentos quimioterápicos atuais é a resistência a múltiplos medicamentos (RMM), que pode provir de vários mecanismos.
As nanopartículas podem fornecer um meio de superar o RMM. Em geral, ao usar um agente de direcionamento para conduzir nanocarreadores às células cancerosas, é essencial que o agente se ligue com alta seletividade a moléculas que são expressas exclusivamente na superfície da célula. Portanto, as NPs podem ser desenvolvidas com proteínas que detectam especificamente células resistentes a medicamentos com proteínas transportadoras superexpressas em suas superfície. Uma desvantagem dos sistemas de liberação de nanofármacos comumente usados é que drogas livres que são liberadas dos nanocarreadores para o citosol são expostas aos transportadores RMM novamente e são, então, exportadas. Para resolver isso, partículas nanocristalinas de prata de 8 nm foram modificadas pela adição do ativador transcricional de transativação (TAT), derivado do vírus HIV-1, que atua como um peptídeo de penetração celular (CPP). Geralmente, a eficácia da AgNP é limitada devido à falta de captação celular eficiente; contudo, a modificação de CPP tornou-se um dos métodos mais eficientes para melhorar a condução intracelular de nanopartículas. Uma vez consumada, a exportação da AgNP é impedida com base em uma exclusão de tamanho. O conceito é simples: as nanopartículas são muito grandes para serem efluxadas pelos transportadores RMM, porque a função de efluxo está estritamente sujeita ao tamanho de seus substratos, que geralmente é limitado a uma faixa de 300–2000 Da. Assim, as nanopartículas permanecem insusceptíveis ao efluxo, proporcionando um meio de acumulação em altas concentrações.

#### Atividade antimicrobiana
A introdução de prata nas células bacterianas induz um alto grau de alterações estruturais e morfológicas que podem causar a morte celular. À medida que as nanopartículas de prata entram em contato com as bactérias, elas aderem à parede celular e à membrana plasmática. Uma vez ligada, parte da prata passa para o interior e interage com compostos contendo fosfato, como DNA e RNA, enquanto outra parte adere às proteínas sulfuradas na membrana. As interações prata-enxofre na membrana fazem com que a parede celular sofra mudanças estruturais, como a formação de fossetas e poros. Por meio desses poros, os componentes celulares são liberados no fluido extracelular em razão da pressão osmótica. Dentro da célula, a integração da prata cria uma região de baixo peso molecular onde o DNA se condensa. Ter o DNA em um estado condensado inibe o contato das proteínas de replicação da célula com o DNA. Assim, a introdução de nanopartículas de prata inibe a replicação e é suficiente para causar a morte da célula. Potencializando seu efeito, quando a prata entra em contato com fluidos, ela tende a se ionizar, o que aumenta a atividade bactericida das nanopartículas. Isso foi correlacionado à supressão de enzimas e à inibição da expressão de proteínas relacionadas à capacidade da célula de produzir ATP.
Apesar de depender do tipo de célula proposta devido à sua variada composição de membrana celular, foi visto que, em geral, nanopartículas de prata com tamanho médio de 10 nm ou menos apresentam efeitos eletrônicos que aumentam muito sua atividade bactericida. Em parte, isso pode ocorrer devido ao fato de que, à medida que o tamanho das partículas diminui, a reatividade aumenta por haver uma maior razão entre a área de superfície e o volume. 
Notou-se que a introdução de nanopartículas de prata mostrou ter atividade sinergética com antibióticos comuns já usados atualmente — tais como penicilina G, ampicilina, eritromicina, clindamicina e vancomicina — contra E. coli e S. aureus.
As nanopartículas de prata podem impedir o crescimento das bactérias ou sua aderência à superfície. Isso pode ser especialmente útil em ambientes cirúrgicos, onde todas as superfícies em contato com o paciente devem ser estéreis. Nanopartículas de prata podem ser incorporadas em muitos tipos de superfícies, incluindo metais, plástico e vidro. Em equipamentos médicos, foi demonstrado que as nanopartículas de prata diminuem a contagem bacteriana nos dispositivos usados em comparação com as técnicas antigas. No entanto, há problemáticas quando o procedimento termina e um novo deve ser feito. No processo de lavagem dos instrumentos, uma grande parte das nanopartículas de prata torna-se menos eficaz devido à perda de íons de prata. Eles são mais comumente usados em enxertos de pele para vítimas de queimaduras, pois as nanopartículas de prata incorporadas ao enxerto fornecem melhor atividade antimicrobiana e resultam em significativamente menos cicatrizes na vítima. Essas novas aplicações remetem a práticas mais antigas que usavam nitrato de prata para tratar doenças como úlceras de pele. Agora, as nanopartículas de prata são usadas em bandagens e adesivos para ajudar a curar certas queimaduras e feridas.
Elas também apresentam uma aplicação promissora em método de tratamento de água para obtenção água potável limpa. Embora pareça pouco, a água contém inúmeras doenças e algumas regiões do globo têm acesso difícil ou ausente à água potável. A prata já havia sido usada para remover micróbios, mas esse experimento usou o carbonato na água para tornar os micróbios ainda mais vulneráveis à prata. Primeiro, os cientistas do experimento usam as nanopartículas para remover certos pesticidas da água, que são fatais se ingeridos. Diversos outros testes mostraram que as nanopartículas de prata também são capazes de remover certos íons da água, como ferro, chumbo e arsênio. Além disso, por um lado, as nanopartículas de prata não requerem nenhuma força externa (nenhuma eletricidade hidrólica) para a ocorrência de reações. Por outro lado, nanopartículas de prata pós-consumo em águas residuais podem impactar negativamente os agentes biológicos usados no tratamento de tais resíduos.

### Bens de consumo

#### Aplicações domésticas
Existem casos em que nanopartículas de prata e prata coloidal são usadas em bens de consumo. A Samsung, por exemplo, afirmou que o uso de nanopartículas de prata em máquinas de lavar ajudaria a esterilizar roupas e água durante as funções de lavagem e enxágue e permitiria que as roupas fossem limpas sem a necessidade de água quente. As nanopartículas nesses aparelhos são sintetizadas por eletrólise. Por meio da eletrólise, a prata é extraída de placas de metal e, em seguida, transformada em nanopartículas de prata por um agente de redução. Este método evita os processos de secagem, limpeza e redispersão geralmente necessários com métodos alternativos de síntese coloidal. É importante ressaltar que a estratégia de eletrólise também diminui o custo de produção de nanopartículas de Ag, tornando a fabricação dessas máquinas de lavar mais acessível. A Samsung descreveu o sistema:
[Um] dispositivo do tamanho de uma toranja ao lado da máquina [de lavar] usa correntes elétricas para fazer nanoprodutos de duas placas de prata do tamanho de grandes pedaços de goma de mascar. Resultando em átomos de prata carregados positivamente — íons de prata (Ag+) — que são injetados na cuba durante o ciclo de lavagem.
A descrição dada pela Samsung do processo de geração de nanopartículas de Ag parece contradizer sua propaganda de nanopartículas. Em vez disso, a declaração indica que a lavanderia tem ciclos. Quando as roupas passam pelo ciclo, o esperado é que as bactérias contidas na água sejam esterilizadas à medida que interagem com a prata presente na cuba de lavagem. Como resultado, essas máquinas de lavar podem fornecer benefícios antibacterianos e de esterilização além dos métodos de lavagem convencionais. A Samsung comentou sobre a vida útil dessas máquinas de lavar que contêm prata. A eletrólise da prata gera mais de 400 bilhões de íons de prata durante cada ciclo de lavagem. Dado o tamanho da fonte de prata (duas placas “do tamanho de uma goma” de Ag), a Samsung estima que essas placas podem durar até 3.000 ciclos de lavagem.
Esses planos da Samsung não foram esquecidos pelas agências reguladoras. Exemplos dessas são: U.S. FDA, U.S. EPA, SIAA do Japão, Korea Testing and Research Institute for Chemical Industry e FITI Testing & Research Institute. Tais agências planejam regulamentar as nanopartículas de prata em eletrodomésticos. Essas máquinas de lavar são alguns dos primeiros casos em que a EPA buscou regular as nanopartículas em bens de consumo. Tendo a Samsung afirmado que a prata é levada pelo esgoto, as agências reguladoras se preocupam com o que isso significa para os fluxos de tratamento de águas residuais. Atualmente, a EPA classifica as nanopartículas de prata como pesticidas devido ao seu uso como agentes antimicrobianos na purificação de águas residuais. As máquinas de lavar que estão sendo desenvolvidas pela Samsung contêm um pesticida e devem, portanto, ser registradas e testadas quanto à segurança de acordo com a legislação, especialmente a lei federal norte-americana de inseticidas, fungicidas e rodenticidas. Contudo, a dificuldade por trás de regular a nanotecnologia dessa maneira é a ausência de um modo alternativo de medir a toxicidade.
Além dos usos descritos acima, o Observatório da União Europeia para Nanomateriais (EUON) destacou que as nanopartículas de prata são usadas em corantes de cosméticos, bem como em pigmentos. Um estudo publicado recentemente pela EUON ilustrou a existência de lacunas no conhecimento sobre a segurança das nanopartículas em pigmentos.

## Saúde e segurança
Embora as nanopartículas de prata sejam amplamente utilizadas em uma variedade de produtos comerciais, só recentemente houve uma grande mobilização para estudar seus efeitos na saúde humana. Existem vários estudos que descrevem a toxicidade in vitro de nanopartículas de prata para uma variedade de órgãos diferentes, incluindo pulmão, fígado, pele, cérebro e órgãos reprodutivos. O mecanismo de toxicidade das nanopartículas de prata para as células humanas parece ser derivado do estresse oxidativo e da inflamação causados pela geração de espécies reativas de oxigênio (ROS) estimuladas pelas AgNPs, pelos íons Ag ou por ambos. Por exemplo, Park et al. mostraram que a exposição de uma linha celular de macrófago peritoneal de camundongo (RAW267.7) a nanopartículas de prata diminuiu a viabilidade celular de modo dependente da concentração e do tempo. Eles mostraram ainda que a glutationina reduzida (GSH) intracelular, que é um eliminador de ROS, diminuiu para 81,4% do grupo controle de nanopartículas de prata a 1,6 ppm.

### Modos de toxicidade
Como as nanopartículas de prata sofrem dissolução, liberando íons de prata, o que está bem documentado por ter efeitos tóxicos, vários estudos foram conduzidos para determinar se a toxicidade das nanopartículas de prata é derivada da liberação de íons de prata ou da própria nanopartícula. Diversos estudos sugerem que a toxicidade das nanopartículas de prata é atribuída à liberação de íons de prata nas células, já que foi relatado que as nanopartículas e os íons de prata têm citotoxicidade semelhante. Por exemplo, em alguns casos, é relatado que as nanopartículas de prata facilitam a liberação de íons de prata tóxicos livres nas células por meio de um "mecanismo do tipo cavalo de Troia", onde a partícula entra nas células, dentro das quais é ionizada. Todavia, há relatórios que sugerem que uma combinação de nanopartículas de prata e íons é responsável pelo seu efeito tóxico. Navarro et al., usando ligantes de cisteína como ferramenta para medir a concentração de prata livre em solução, determinou que, embora íons de prata fossem inicialmente 18 vezes mais propensos a inibir a fotossíntese de uma alga — Chlamydomanas reinhardtii —, após 2 horas de incubação foi revelado que as algas contendo nanopartículas de prata eram mais tóxicas do que aquelas apenas com íons de prata. Além disso, existem estudos que sugerem que as nanopartículas de prata induzem toxicidade independente dos íons de prata livres. A título de exemplo, Asharani et al. comparou os defeitos fenotípicos observados em peixes-zebra tratados com nanopartículas de prata e íons de prata e determinou que os defeitos fenotípicos observados com o tratamento com nanopartículas de prata não foram observados com embriões tratados com íons de prata, sugerindo que a toxicidade das nanopartículas é independente dos íons.
Canais proteicos e poros de membrana nuclear podem ter diâmetros na faixa entre 9 nm e 10 nm. Pequenas nanopartículas de prata construídas com esse tamanho têm a capacidade não apenas de passar pela membrana para interagir com as estruturas internas, mas também de se alojar dentro dela. As deposições de nanopartículas de prata na membrana podem afetar a regulação de solutos, a troca de proteínas e o reconhecimento celular. A exposição a nanopartículas de prata foi associada a "efeitos colaterais inflamatórios, oxidativos, genotóxicos e citotóxicos"; as partículas de prata acumulam-se principalmente no fígado, mas também demonstrou-se ser tóxica em outros órgãos, incluindo o cérebro. A nanoprata aplicada a células humanas de cultura de tecidos leva à formação de radicais livres, levantando preocupações sobre potenciais riscos à saúde.
- Reação alérgica: foram realizados vários estudos que mostram uma precedência para a alergenicidade das nanopartículas de prata.[117][118]
- Argiria e coloração: A prata ou os compostos de prata ingerida, incluindo a prata coloidal, podem causar uma condição chamada argiria, uma descoloração da pele e dos órgãos. Em 2006, foi estudado o caso de um homem de 17 anos que sofreu queimaduras em 30% de seu corpo e apresentou uma tonalidade cinza azulada temporária após vários dias de tratamento com Acticoat, uma marca de curativo contendo nanopartículas de prata.[119] Argiria é a deposição de prata nos tecidos profundos, condição que não pode ocorrer de forma temporária, levantando a questão se a causa da descoloração do homem foi argiria ou resultado do tratamento com prata.[120] Curativos de prata são conhecidos por causar uma "descoloração transitória" que se dissipa de 2 a 14 dias, mas não uma descoloração permanente.[121]
- Válvula cardíaca Silzone: St. Jude Medical lançou uma válvula cardíaca mecânica com um punho de costura revestido de prata (usando deposição assistida por feixe de íons) em 1997.[122] A válvula foi projetada para reduzir os casos de endocardite. Ela foi aprovada para venda no Canadá, na Europa, nos Estados Unidos e na maioria dos outros mercados ao redor do mundo. Em um estudo pós-comercialização, os pesquisadores mostraram que a válvula impedia o crescimento interno do tecido, criava vazamento paravalvar, afrouxamento da válvula e, nos piores casos, explantação. Após 3 anos no mercado e 36000 implantes, a St. Jude descontinuou e retirou descontinua e voluntariamente a válvula da circulação mercantil.